# Полет 295 на „Саут Африкан Еъруейс“
Полет 295 на „Саут Африкан Еъруейс“ е редовен международен пътнически полет от международното летище „Таоюан“, Тайпе, Тайван, до международното летище „Реджиналд Тамбо“, Йоханесбург, Южна Африка с междинно кацане на летището в Мавриций. На 28 ноември 1987 г. самолетът „Боинг 747-244BM Комби“, който изпълнява полета, претърпява катастрофален пожар по време на полет в товарната зона, разпада се във въздуха и се разбива в Индийския океан източно от Мавриций, което убива всички 159 души на борда. Организирана е обширна операция по издирване в опит да възстановят полетните записващи устройства на самолета, едно от които е извадено от дълбочина 4900 метра.
Официалното разследване, ръководено от съдия Сесил Марго, не успява напълно да установи причината за пожара. Комисията заключава, че не е възможно да се припише вината за пожара на който и да е човек и опровергава всякакви опасения за тероризъм. Тази липса на категоричност обаче, довежда до теории на конспирацията, дебати и спекулации относно естеството на товара на полет 295, както и последващо разследване след апартейда и призиви от роднини на загиналите в полета за подновяване на разследването в годините след инцидента. След катастрофата „Саут Африкан Еъруейс“ спира да използва комбинираната версия на „Боинг 747“ поради опасения за сигурността на товарното отделение.
„Саут Африкан Еъруейс“ издига паметник на обществения плаж в Бел Маре в памет на пътниците и екипажа. Монументът е обърнат към района на инцидента.